# Баријум-карбонат
Баријум-карбонат је неорганско хемијско једињење хемијске формуле BaCO3.

## Добијање
Јавља се у природи у виду минерала витерита, али се може добити индустријским путем из барита.

## Историјат
Минерал витерит је назван према Виљему Витериту који је 1784. утврдио да је хемијски различит од баријум-сулфата. Витерит кристалише у орторомбичном кристалном систему.

## Својства
То је бео прах, који подсећа на креду. Нерастворан је у води, мада се у малој мери раствара у присуству вишка угљен-диоксида. Реагује са киселинама дајући растворљиве баријумове соли:
Са сумпорном киселином слабо реагује.
| Особина                  | Вредност |
| ------------------------ | -------- |
| Партициони коефицијент ( | -2,0     |
| Растворљивост (logS, log(mol/L))        | 1,3      |
| Поларна површина (PSA, Å2)  | 153,4    |

## Значај
Употребљава се за справљање отрова за пацове, керамике и цемента.